# The Sims 4: Cats & Dogs
| Агрегатор    | Оцінка |
| ------------ | ------ |
| GameRankings | 82.50% |
| Metacritic   | 80/100 |

The Sims 4: Cats & Dogs — четверте доповнення для комп'ютерної гри жанру стратегічного симулятору життя The Sims 4. У США вийшло 10 листопада 2017. Пакет додає до гри кішок та собак і новий світ Бріндлтон Бей. Пакет вводить можливість відкривати власну ветеринарну практику та додає ветеринарну кар'єру. Схожими доповненнями є The Sims Unleashed, The Sims 2: Pets та The Sims 3: Pets.

## Нововведення
У доповненні введений інструмент створення домашніх улюбленців.
- Нові навички: Ветеринарія[5]
- Нові досягнення: Друг тварин[6]
- Новий район: Бріндлтон Бей[7][8]
- Нові форми життя: кішки, собаки[7]
- Нові ігрові функції/взаємодії: створення домашніх улюбленців[9]
- Нові кар'єри: Ветеринар[7][10]
- Нові характеристики:
  - Для кішок: люб'язний, байдужий, розумний, цікавий, вільна душа, дружелюбний, пустотливий, жадібний, ледачий, шкідник, грайливий, лукавий, норовливий, говіркий, територіальний.
  - Для собак: говірливий, активний, незалежний, пригодницький, лінивий, дружелюбний, жадібний, кудлатий, мисливець, стрибучий, відданий, грайливий, шукач, розумний, впертий, створювач проблем.[11]
  - Для сімів: любитель котів, любитель собак, приваблювач тварин (бонусна навичка).[6]

## Музика
| Список саундтреків The Sims 4: Cats & Dogs | Список саундтреків The Sims 4: Cats & Dogs | Список саундтреків The Sims 4: Cats & Dogs | Список саундтреків The Sims 4: Cats & Dogs | Список саундтреків The Sims 4: Cats & Dogs |
| #                                          | Назва                                      | Автор                                      | Радіо                                      | Тривалість                                 |
| ------------------------------------------ | ------------------------------------------ | ------------------------------------------ | ------------------------------------------ | ------------------------------------------ |
| 1.                                         | «Walking in My Sleep»                      | Andrew McMahon                             | Альтернативний рок                         | 3:47                                       |
| 2.                                         | «The Key Is Under The Mat»                 | Chris Baio                                 | Альтернативний рок                         | 2:08                                       |
| 3.                                         | «Mistake»                                  | Middle Kids                                | Альтернативний рок                         | 3:33                                       |
| 4.                                         | «Moonlight»                                | Grace VanderWaal                           | Поп-музика                                 | 2:51                                       |
| 5.                                         | «All We Ever Wanted»                       | Hey Violet                                 | Поп-музика                                 | 2:46                                       |
| 6.                                         | «Woosah»                                   | Josephina                                  | Поп-музика                                 | 3:10                                       |
| 7.                                         | «Famous»                                   | Кейлін Руссо                               | Поп-музика                                 | 3:08                                       |
| 8.                                         | «Always In My Mind»                        | Saving Forever                             | Поп-музика                                 | 3:41                                       |
| 9.                                         | «On My Side»                               | Gordi                                      | Автор-виконавець                           | 4:31                                       |
| 10.                                        | «Something American»                       | Jade Bird                                  | Автор-виконавець                           | 2:69                                       |
| 11.                                        | «Cosmic Sign»                              | Van William                                | Автор-виконавець                           | 2:45                                       |
| 12.                                        | «Cheer Up Free Your Mind»                  | Jenny O                                    | Автор-виконавець                           | 4:19                                       |
| 13.                                        | «Zoe Bwoozip»                              | The Shoaks                                 | Автор-виконавець                           | 3:44                                       |